# 愛媛県道32号肱川公園線
愛媛県道32号肱川公園線（えひめけんどう32ごう ひじかわこうえんせん）は、愛媛県喜多郡内子町知清と西予市野村町予子林を結ぶ県道（主要地方道）である。

## 概要
愛媛県喜多郡内子町知清から大洲市を通って、西予市野村町予子林を結ぶ。
起点の国道56号から分岐するとすぐに松山自動車道をくぐり、龍宮トンネルを通過するとしばらく小田川沿いに愛媛県道229号鳥首五十崎線と並行して走る。肱川が現れると愛媛県道229号と離れ、今度は国道197号と並行して走ることになる。鹿野川ダムを通過すると進路を東へ変え、松の越隧道を超えて西予市へ走る。直後に愛媛県道36号野村柳谷線と重複する。大野ヶ原方面へ走ると、今度は市内野村地区市街地方面へ切り返して舟戸川に沿うような形で南下する。それ以降は広狭混在の道を走り、再び肱川を迎えたところで国道197号と接続して終点を迎える。

### 路線データ
- 起点：喜多郡内子町知清（国道56号交点）
- 終点：西予市野村町予子林（国道197号交点）

## 歴史
- 1993年（平成5年）5月11日 - 建設省から、県道肱川公園線が肱川公園線として主要地方道に指定される[1]。

## 路線状況

### 重複区間
- 愛媛県道55号小田河辺大洲線（大洲市肱川町山鳥坂 地内）
- 愛媛県道36号野村柳谷線（西予市野村町予子林 地内）

## 地理

### 通過する自治体
- 喜多郡内子町
- 大洲市
- 西予市

### 交差する道路
- 国道56号（起点）
- 愛媛県道305号立石内子線（喜多郡内子町知清）
- 愛媛県道56号内子河辺野村線（喜多郡内子町平岡）
- 愛媛県道228号坊屋敷小田線（喜多郡内子町宿間）
- 愛媛県道310号山鳥坂明荷谷線（大洲市肱川町名荷谷）
- 愛媛県道55号小田河辺大洲線（大洲市肱川町山鳥坂）
- 愛媛県道55号小田河辺大洲線（大洲市肱川町山鳥坂）
- 愛媛県道343号予子林大谷線（大洲市肱川町予子林）
- 愛媛県道36号野村柳谷線（西予市野村町予子林）
- 国道197号（終点）

### 沿線にある施設など
- 内子町役場
- 大洲市立中野小学校
- 大洲市立肱川中学校
- 鹿野川ダム
- 大洲市立予子林小学校
- 西予市立河成小学校